# New Miami (Ohio)
New Miami es una villa ubicada en el condado de Butler en el estado estadounidense de Ohio. En el Censo de 2010 tenía una población de 2249 habitantes y una densidad poblacional de 922,79 personas por km².

## Geografía
New Miami se encuentra ubicada en las coordenadas 39°25′56″N 84°32′26″O / 39.43222, -84.54056. Según la Oficina del Censo de los Estados Unidos, New Miami tiene una superficie total de 2.44 km², de la cual 2.34 km² corresponden a tierra firme y (3.83%) 0.09 km² es agua.

## Demografía
Según el censo de 2010, había 2249 personas residiendo en New Miami. La densidad de población era de 922,79 hab./km². De los 2249 habitantes, New Miami estaba compuesto por el 92% blancos, el 5.25% eran afroamericanos, el 0.27% eran amerindios, el 0.09% eran asiáticos, el 0.09% eran isleños del Pacífico, el 0.09% eran de otras razas y el 2.22% pertenecían a dos o más razas. Del total de la población el 1.16% eran hispanos o latinos de cualquier raza.